# KFC Bevel
Maillots
Dernière mise à jour : 3 août 2017.
Le Koninklijke Football Club Bevel est un club de football belge basé dans l'entité de Bevel, en province d'Anvers. Fondé en 1927 et porteur du matricule 1640, le club joue 3 saisons dans les divisions nationales belges, toutes au troisième niveau. Il évolue en deuxième provinciale lors de la saison 2017-2018.

## Histoire
Le Football Club Bevel est fondé en 1927, et s'affilie à l'Union Belge de football le 4 août 1930. Il reçoit alors le matricule 1640, et est versé dans les séries régionales anversoises. Durant la Seconde Guerre mondiale, il rejoint la Promotion, alors troisième et dernier niveau national. Il finit neuvième de sa série en 1944, ce qui constitue toujours son meilleur résultat.
Les compétitions sont ensuite suspendues à la suite des combats menant à la fin du conflit. Lors de la reprise des championnats, le club dispute encore deux saisons en Promotion. D'abord douzième en 1946, il finit dix-huitième et dernier la saison suivante, ce qui le condamne à retourner en provinciales. Par la suite, le club évolue entre la deuxième et la troisième provinciale, pour des périodes de cinq à dix ans à chaque fois. Le 3 juin 1965, le club est reconnu « Société Royale » et ajoute le prédicat « Koninklijke » à sa dénomination officielle. À la fin des années 1980, le club est relégué en troisième provinciale. En 2005, il chute en quatrième provinciale, le dernier niveau du football belge. Il décroche le titre dans sa série en 2011-2012 et remonte ainsi en troisième provinciale pour la saison suivante. Un an plus tard, il remporte le tour final et accède ainsi à la « P2 ».

## Résultats dans les divisions nationales
Statistiques mises à jour le 21 juin 2013

### Bilan
| Niv | Divisions     | Jouées | Titres | TM Up | TM Down |
| --- | ------------- | ------ | ------ | ----- | ------- |
| I   | 1re nationale | 0      | 0      |       |         |
| II  | 2e nationale  | 0      | 0      |       |         |
| III | 3e nationale  | 3      | 0      |       |         |
| IV  | 4e nationale  | 0      | 0      |       |         |
| V   | 5e nationale  | 0      | 0      |       |         |
|     |               |        |        |       |         |
|     | TOTAUX        | 3      | 0      | 0     | 0       |

- TM Up : test-match pour départager des égalités, ou toutes formes de Barrages ou de Tour final pour une montée éventuelle.
- TM Down : test-match pour départager des égalités, ou toutes formes de Barrages ou de Tour final pour le maintien.

### Classement saison par saison
| Ordre               | Saison  | Nom du club | Niveau                 | Classement final | Remarques |
| ------------------- | ------- | ----------- | ---------------------- | ---------------- | --------- |
| 1                   | 1943-44 | Bevel FC    | Promotion (D3) série B | 9e/16            |           |
| 2                   | 1945-46 | Bevel FC    | Promotion (D3) série B | 12e/19           |           |
| 3                   | 1946-47 | Bevel FC    | Promotion (D3) série A | 18e/18           | Relégué!  |
| séries provinciales |         |             |                        |                  |           |